# Matina Horner

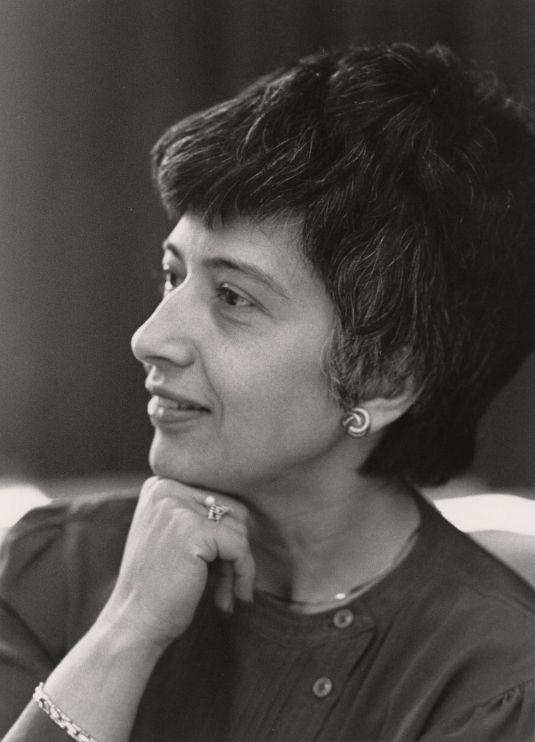
Matina Horner, 1982

Matina Souretis Horner (* 28. Juli 1939 in Roxbury (Boston), Massachusetts) ist eine US-amerikanische Psychologin und Hochschullehrerin. Sie war von 1972 bis 1989 die 6. Präsidentin des Radcliffe College.

## Leben und Werk
Horner war die Tochter griechischer Einwanderer und studierte experimentelle Psychologie am Bryn Mawr College in Pennsylvania, wo sie 1961 den Bachelor-Abschluss erhielt. Sie lernte dort den zukünftigen Forschungsphysiker Joseph L. Horner kennen, den sie 1961 heiratete und mit dem sie drei Kinder bekam. Sie studierte mit ihrem Mann anschließend an der University of Michigan. 1963 erwarb sie ihren Master of Science und promovierte 1968 in Psychologie.
Während ihrer Studienzeit war sie Dozentin an der University of Michigan und wurde Mitglied von Phi Beta Kappa und Phi Kappa Phi. 1969 unterrichtete sie als Dozentin am Department of Social Relations an der Harvard University und wurde 1970 Assistenzprofessorin am Department of Psychology.

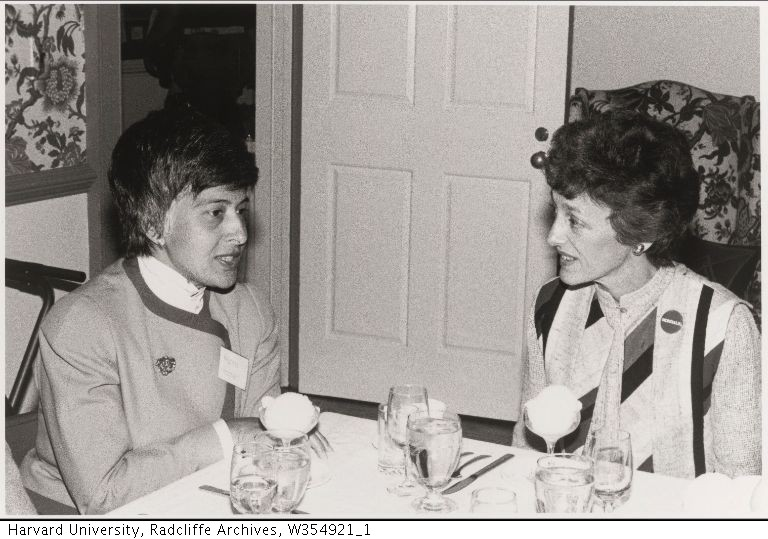
Martina Horner mit Joan Mondale, 1983

1972 wurde sie zu 6. und jüngsten Präsidentin in der Geschichte des Radcliffe College gewählt. Während ihrer Präsidentschaft wurden die getrennten Zulassungsbüros der Harvard University und des Radcliffe College zusammengelegt und die Frauenquote wurde abgeschafft. 1977 handelte sie mit der Harvard University ein Abkommen aus, das die finanzielle Unabhängigkeit des Radcliffe College mit eigener Verwaltung, Verwaltungsrat und Forschungsprogrammen wieder herstellte. Sie gründete das Murray Research Center, um sozialwissenschaftliche Längsschnittdaten zu Themen zu sammeln, die amerikanische Frauen betreffen. Sie gründete das Bunting Institute zur Förderung von Wissenschaftlerinnen und baute die Schlesinger Library für Frauenstudien aus.
1979 ernannte Präsident Jimmy Carter sie zur Präsidentin der Kommission für die Nationale Agenda der 1980er Jahre und ein Jahr später zur Vorsitzenden der Task Force on the Quality of American Life.
Horner war bis 1989 Präsidentin des Radcliff College und ihre Nachfolgerin wurde Linda Wilson.
Anschließend wurde sie in die Vorstände der Neiman Marcus Group und der Boston Edison Company berufen. Sie war Executive Vice President von TIAA-CREF in New York City und war Mitglied des Kuratoriums des MGH Institute of Health Professions, wo sie von 1995 bis 2005 Vorstandsvorsitzende war.

## Ehrungen
- 1979: Catalyst Award
- 1981: Auszeichnung der American Civil Liberties Union
- 1990: Distinguished Bostonian Award
- 1990:  Ellis Island Medal
- Roger Baldwin Award, MA Civil Liberties Union Foundation[3]
- Ehrendoktorwürde des Dickinson College[4]
- Ehrendoktorwürde der University of Massachusetts
- Ehrendoktorwürde des Mount Holyoke College
- Ehrendoktorwürde der University of Pennsylvania
- Ehrendoktorwürde der Tufts University
- Ehrendoktorwürde des Smith College
- Ehrendoktorwürde des Wheaton College
- Ehrendoktorwürde der University of Hartford
- Ehrendoktorwürde der University of New England (United States)
- Ehrendoktorwürde der University of Michigan